# 洛斯阿拉亞內斯國家公園
40°50′S 71°37′W / 40.833°S 71.617°W

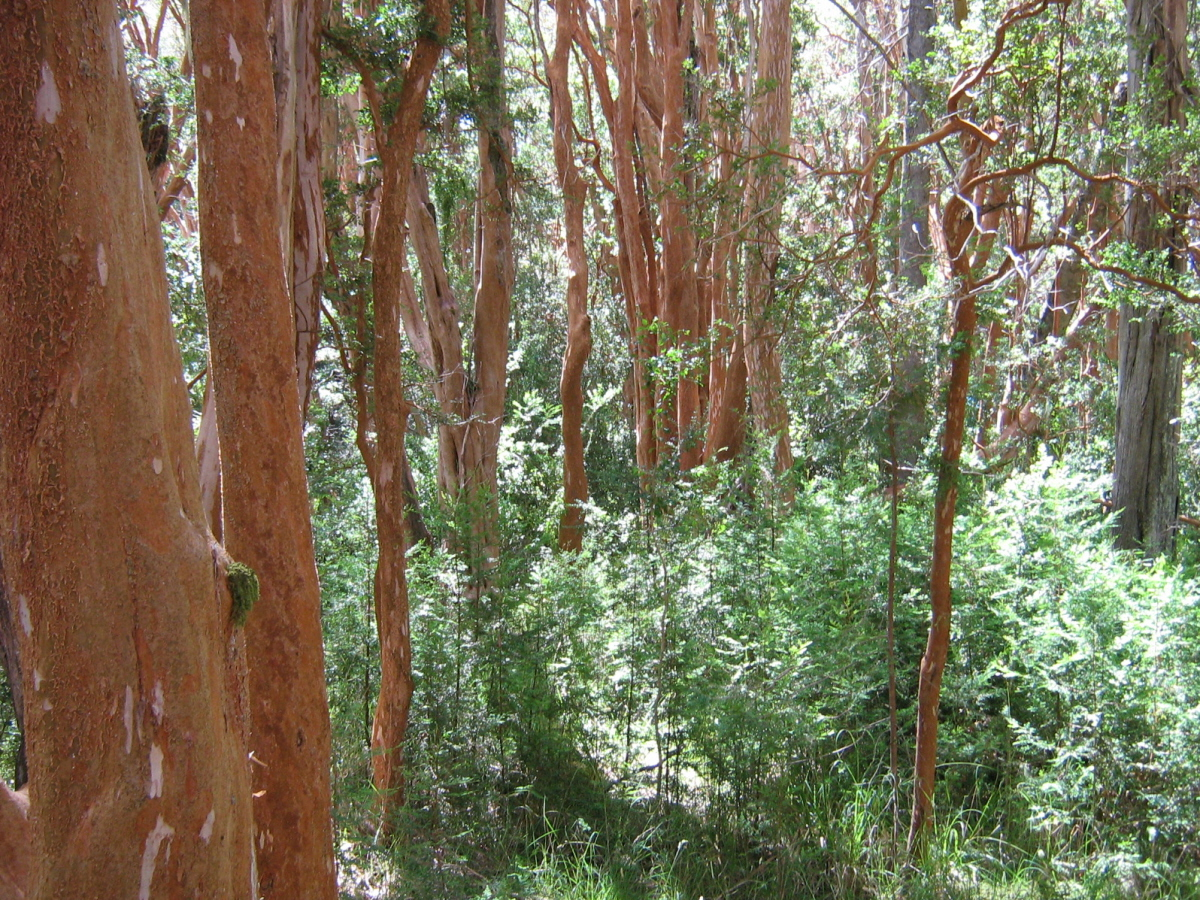

洛斯阿拉亞內斯國家公園（西班牙語：Parque Nacional Los Arrayanes）是阿根廷內烏肯省的國家公園，位於該國西部，面積17.53平方公里，成立於1971年10月11日，每年平均降雨量約2,000毫米。